# فرمانداری (روسیه)
در روسیه، فرمانداری (روسی: губе́рния) یک تقسیم اداری بود که از قرن ۱۸ تا اوایل قرن ۲۰ وجود داشت. این منطقه شبیه به یک استان یا منطقه بود و معمولاً توسط یک فرماندار منصوب شده توسط تزار یا دولت مرکزی اداره می شد. فرمانداری ها قبل از اینکه در سال ۱۹۱۷ توسط استان ها جایگزین شوند، نقش مهمی در ساختار اداری امپراتوری روسیه داشتند.

تقسیمات کشوری در روسیه در سال ۱۹۱۴